# 月光珠螺
月光珠螺（学名：Lunella smaragda）是软体动物门腹足纲的一种。原屬原始腹足目蝾螺科蝾螺屬，今屬古腹足目蝾螺科珠螺屬。